# Eerste Divisie 2018
La Eerste Divisie 2018 è la 18ª edizione del campionato olandese di football americano di secondo livello, organizzato dalla AFBN.

## Squadre partecipanti
| Club                                          | Città               | Stadio | Sponsor ufficiale | Risultato nella stagione 2017 |
| --------------------------------------------- | ------------------- | ------ | ----------------- | ----------------------------- |
| Alphen Eagles                                 | Alphen aan den Rijn |        |                   |                               |
| Amersfoort Untouchables/ Purmerend Barbarians | Amersfoort          |        |                   |                               |
| Amsterdam Crusaders II                        | Amsterdam           |        |                   |                               |
| Amsterdam Panthers                            | Amsterdam           |        |                   |                               |
| Den Haag Raiders '99                          | L'Aia               |        |                   |                               |
| Enschede Broncos                              | Enschede            |        |                   |                               |
| Flevo Phantoms                                | Almere              |        |                   |                               |
| Groningen Giants                              | Groninga            |        |                   |                               |
| Maastricht Wildcats                           | Maastricht          |        |                   |                               |
| Nijmegen Pirates                              | Nimega              |        |                   |                               |
| Tilburg Wolves                                | Tilburg             |        |                   |                               |
| Utrecht Dominators                            | Utrecht             |        |                   |                               |

## Stagione regolare

### Calendario

#### 1ª giornata
| L'Aia 18 febbraio 2018, ore 14:00 | Flevo Phantoms | 6 – 33 referto | Den Haag Raiders '99 |  |

| Groninga 18 febbraio 2018, ore 14:00 | Groningen Giants | 20 – 0 (a tavolino) referto | Enschede Broncos |  |

| Amersfoort 18 febbraio 2018, ore 14:00 | Amersfoort Untouchables /Purmerend Barbarians | 13 – 6 referto | Amsterdam Panthers |  |

| Utrecht 18 febbraio 2018, ore 14:00 | Utrecht Dominators | 6 – 17 referto | Amsterdam Crusaders II |  |

#### 2ª giornata
| Maastricht 25 febbraio 2018, ore 14:00 | Maastricht Wildcats | 6 – 47 referto | Alphen Eagles |  |

#### 3ª giornata
| Utrecht 4 marzo 2018, ore 14:00 | Utrecht Dominators | 20 – 0 (a tavolino) referto | Enschede Broncos |  |

#### 4ª giornata
| L'Aia 11 marzo 2018, ore 14:00 | Den Haag Raiders '99 | 21 – 14 (0-0 7-6 7-0 7-8) referto | Nijmegen Pirates |  |

| Amsterdam 11 marzo 2018, ore 14:00 | Amsterdam Crusaders II | 34 – 6 (0-0 6-6 15-0 13-0) referto | Amsterdam Panthers | Sportpark Sloten |

#### 5ª giornata
| L'Aia 18 marzo 2018, ore 14:00 | Tilburg Wolves | 0 – 19 (0-7 0-12 0-0 0-0) referto | Den Haag Raiders '99 |  |

| Amsterdam 18 marzo 2018, ore 14:00 | Amsterdam Crusaders II | 28 – 6 (7-0 7-0 7-0 7-6) referto | Amersfoort Untouchables/ Purmerend Barbarians | Sportpark Sloten |

| Groninga 18 marzo 2018, ore 14:00 | Groningen Giants | 16 – 0 (0-0 8-0 0-0 8-0) referto | Utrecht Dominators |  |

| Enschede 18 marzo 2018, ore 14:00 | Enschede Broncos | 0 – 20 (a tavolino) referto | Amsterdam Panthers |  |

#### 6ª giornata
| Groninga 24 marzo 2018, ore 19:00 | Groningen Giants | 0 – 9 (0-9 0-0 0-0 0-0) referto | Amsterdam Crusaders II |  |

| L'Aia 25 marzo 2018, ore 14:00 | Den Haag Raiders '99 | 35 – 6 (6-6 14-0 15-0 0-0) referto | Maastricht Wildcats |  |

| Alphen aan den Rijn 25 marzo 2018, ore 14:00 | Alphen Eagles | 64 – 6 (36-6 7-0 7-0 14-0) referto | Tilburg Wolves |  |

| Nimega 25 marzo 2018, ore 14:00 | Flevo Phantoms | 34 – 14 (14-0 6-14 6-0 8-0) referto | Nijmegen Pirates |  |

#### 7ª giornata
| Loosdrecht 1º aprile 2018, ore 11:00 | Maastricht Wildcats | 20 – 0 (a tavolino) referto | Nijmegen Pirates |  |

| Alphen aan den Rijn 1º aprile 2018, ore 11:00 | Enschede Broncos | 0 – 20 (a tavolino) referto | Amersfoort Untouchables/ Purmerend Barbarians |  |

| Utrecht 1º aprile 2018, ore 14:00 | Amsterdam Panthers | 33 – 6 (13-0 14-0 0-6 6-0) referto | Utrecht Dominators |  |

| Alphen aan den Rijn 1º aprile 2018, ore 15:00 | Alphen Eagles | 20 – 28 (d.t.s.) (6-8 0-0 0-0 14-12 0-8) referto | Flevo Phantoms |  |

| Groninga 2 aprile 2018, ore 14:00 | Amersfoort Untouchables /Purmerend Barbarians | 6 – 41 (0-20 0-6 6-0 0-15) referto | Groningen Giants |  |

#### 8ª giornata
| Alphen aan den Rijn 15 aprile 2018, ore 14:00 | Alphen Eagles | 12 – 33 (0-6 0-7 12-12 0-8) referto | Den Haag Raiders '99 |  |

| Almere 15 aprile 2018, ore 14:00 | Flevo Phantoms | 33 – 6 (0-6 14-0 6-0 13-0) referto | Maastricht Wildcats |  |

| Utrecht 15 aprile 2018, ore 14:00 | Utrecht Dominators | 36 – 0 (8-0 8-0 12-0 8-0) referto | Amersfoort Untouchables/ Purmerend Barbarians |  |

| Nimega 15 aprile 2018, ore 15:00 | Nijmegen Pirates | 48 – 0 (0-0 16-0 16-0 16-0) referto | Tilburg Wolves |  |

#### 9ª giornata
| Almere 22 aprile 2018, ore 12:00 | Nijmegen Pirates | 20 – 8 (14-0 0-8 6-0 0-0) referto | Alphen Eagles |  |

| Maastricht 22 aprile 2018, ore 14:00 | Maastricht Wildcats | 35 – 0 (7-0 7-0 21-0 0-0) referto | Tilburg Wolves |  |

| Amsterdam 22 aprile 2018, ore 14:00 | Amsterdam Crusaders II | 20 – 0 (a tavolino) referto | Enschede Broncos | Sportpark Sloten |

| Almere 22 aprile 2018, ore 15:00 | Den Haag Raiders '99 | 20 – 7 (7-0 0-0 7-0 6-7) referto | Flevo Phantoms |  |

| Amsterdam 22 aprile 2018, ore 15:00 | Amsterdam Panthers | 23 – 14 (7-14 0-0 0-0 16-0) referto | Groningen Giants |  |

#### 10ª giornata
| Tilburg 28 aprile 2018, ore 19:00 | Tilburg Wolves | 7 – 39 (0-12 0-21 7-0 0-6) referto | Maastricht Wildcats |  |

| Amersfoort 29 aprile 2018, ore 12:00 | Alphen Eagles | 38 – 8 (0-0 6-0 19-2 13-6) referto | Nijmegen Pirates |  |

| Amsterdam 29 aprile 2018, ore 14:00 | Amsterdam Panthers | 12 – 14 (d.t.s.) (0-0 6-6 0-0 0-0 6-8) referto | Amsterdam Crusaders II |  |

| Enschede 29 aprile 2018, ore 14:00 | Enschede Broncos | 0 – 20 (a tavolino) referto | Utrecht Dominators |  |

| Amersfoort 29 aprile 2018, ore 15:00 | Groningen Giants | 38 – 12 (6-0 0-0 12-0 20-12) referto | Amersfoort Untouchables/ Purmerend Barbarians |  |

#### 11ª giornata
| Tilburg 6 maggio 2018, ore 14:00 | Tilburg Wolves | 0 – 20 (a tavolino) referto | Flevo Phantoms |  |

| Amersfoort 6 maggio 2018, ore 14:00 | Amersfoort Untouchables /Purmerend Barbarians | 20 – 0 (a tavolino) referto | Enschede Broncos |  |

#### 12ª giornata
| Nimega 13 maggio 2018 | Nijmegen Pirates | 0 – 20 referto | Den Haag Raiders '99 |  |

| Alphen aan den Rijn 13 maggio 2018 | Alphen Eagles | 20 – 0 (a tavolino) referto | Maastricht Wildcats |  |

| Amsterdam 13 maggio 2018, ore 14:00 | Amsterdam Crusaders II | 43 – 0 referto | Utrecht Dominators | Sportpark Sloten |

#### 13ª giornata
| Almere 20 maggio 2018 | Flevo Phantoms | 20 – 0 (a tavolino) referto | Tilburg Wolves |  |

| Nimega 20 maggio 2018, ore 14:00 | Nijmegen Pirates | 34 – 14 (0-0 22-14 12-0 0-0) referto | Maastricht Wildcats |  |

| Amsterdam 20 maggio 2018, ore 14:00 | Amsterdam Panthers | 20 – 0 (a tavolino) referto | Amersfoort Untouchables/ Purmerend Barbarians |  |

| Enschede 20 maggio 2018, ore 14:00 | Enschede Broncos | 0 – 20 (a tavolino) referto | Groningen Giants |  |

#### 14ª giornata
| Almere 26 maggio 2018, ore 19:00 | Flevo Phantoms | 32 – 11 (16-11 16-0 0-0 0-0) referto | Alphen Eagles |  |

| L'Aia 27 maggio 2018 | Den Haag Raiders '99 | 20 – 0 (a tavolino) referto | Tilburg Wolves |  |

| Utrecht 27 maggio 2018, ore 14:00 | Utrecht Dominators | 12 – 24 (6-0 6-3 0-7 0-14) referto | Groningen Giants |  |

| Loosdrecht 27 maggio 2018, ore 15:00 | Amersfoort Untouchables /Purmerend Barbarians | 14 – 32 (7-20 7-12 0-0 0-0) referto | Amsterdam Crusaders II |  |

| Amsterdam 27 maggio 2018, ore 15:00 | Amsterdam Panthers | 20 – 0 (a tavolino) referto | Enschede Broncos |  |

#### 15ª giornata
| Enschede 3 giugno 2018, ore 14:00 | Enschede Broncos | 0 – 20 (a tavolino) referto | Amsterdam Crusaders II |  |

#### 16ª giornata
| Groninga 9 giugno 2018, ore 19:00 | Groningen Giants | 13 – 6 referto | Amsterdam Panthers |  |

| Tilburg 10 giugno 2018, ore 11:00 | Amersfoort Untouchables /Purmerend Barbarians | 0 – 20 (a tavolino) referto | Utrecht Dominators |  |

| Maastricht 10 giugno 2018, ore 14:00 | Maastricht Wildcats | 0 – 20 (a tavolino) referto | Den Haag Raiders '99 |  |

| Almere 10 giugno 2018, ore 14:00 | Nijmegen Pirates | 8 – 26 referto | Flevo Phantoms |  |

| Tilburg 10 giugno 2018, ore 15:00 | Tilburg Wolves | 0 – 20 (a tavolino) referto | Alphen Eagles |  |

#### 17ª giornata
| Amsterdam 16 giugno 2018, ore 19:00 | Amsterdam Crusaders II | 0 – 26 referto | Groningen Giants | Sportpark Sloten |

| Maastricht 17 giugno 2018, ore 14:00 | Maastricht Wildcats | 16 – 34 referto | Flevo Phantoms |  |

| L'Aia 17 giugno 2018, ore 14:00 | Den Haag Raiders '99 | 20 – 0 (a tavolino) referto | Alphen Eagles |  |

| Tilburg 17 giugno 2018, ore 14:00 | Tilburg Wolves | 0 – 20 (a tavolino) referto | Nijmegen Pirates |  |

| Utrecht 17 giugno 2018, ore 14:00 | Utrecht Dominators | 6 – 12 referto | Amsterdam Panthers |  |

### Classifica
Le classifiche della regular season sono le seguenti:
- PCT = percentuale di vittorie, G = partite giocate, V = partite vinte, P = partite perse, PF = punti fatti, PS = punti subiti

#### Girone A
| Pos. | Squadra              | PCT   | G  | V  | N | P  | PF  | PS  |
| ---- | -------------------- | ----- | -- | -- | - | -- | --- | --- |
| 1    | Den Haag Raiders '99 | 1.000 | 10 | 10 | 0 | 0  | 241 | 45  |
| 2    | Flevo Phantoms       | .800  | 10 | 8  | 0 | 2  | 240 | 128 |
| 3    | Alphen Eagles        | .500  | 10 | 5  | 0 | 5  | 240 | 153 |
| 4    | Nijmegen Pirates     | .400  | 10 | 4  | 0 | 6  | 166 | 181 |
| 5    | Maastricht Wildcats  | .300  | 10 | 3  | 0 | 7  | 142 | 230 |
| 6    | Tilburg Wolves       | .000  | 10 | 0  | 0 | 10 | 13  | 305 |

#### Girone B
| Pos. | Squadra                                       | PCT  | G  | V | N | P  | PF  | PS  |
| ---- | --------------------------------------------- | ---- | -- | - | - | -- | --- | --- |
| 1    | Amsterdam Crusaders II                        | .900 | 10 | 9 | 0 | 1  | 217 | 70  |
| 2    | Groningen Giants                              | .800 | 10 | 8 | 0 | 2  | 212 | 68  |
| 3    | Amsterdam Panthers                            | .600 | 10 | 6 | 0 | 4  | 158 | 100 |
| 4    | Utrecht Dominators                            | .400 | 10 | 4 | 0 | 6  | 126 | 145 |
| 5    | Amersfoort Untouchables/ Purmerend Barbarians | .300 | 10 | 3 | 0 | 7  | 71  | 221 |
| 6    | Enschede Broncos                              | .000 | 10 | 0 | 0 | 10 | 0   | 200 |

## Playoff

### Tabellone
|  | Semifinali | Semifinali             | Semifinali |                        |    | XVIII Runners-Up Bowl | XVIII Runners-Up Bowl | XVIII Runners-Up Bowl |  |
|  |            |                        |            |                        |    |                       |                       |                       |  |
|  | 1A         | Den Haag Raiders '99   | 27         |                        |    |                       |                       |                       |  |
|  | 1A         | Den Haag Raiders '99   | 27         |                        |    |                       |                       |                       |  |
|  | 2B         | Groningen Giants       | 14         |                        |    |                       |                       |                       |  |
|  | 2B         | Groningen Giants       | 14         |                        | 1A | Den Haag Raiders '99  | 14                    |                       |  |
|  |            |                        |            |                        | 1A | Den Haag Raiders '99  | 14                    |                       |  |
|  |            |                        | 1B         | Amsterdam Crusaders II | 17 |                       |                       |                       |  |
|  | 2A         | Flevo Phantoms         | 1B         | Amsterdam Crusaders II | 17 | 13                    |                       |                       |  |
|  | 2A         | Flevo Phantoms         |            |                        |    |                       |                       |                       |  |
|  | 1B         | Amsterdam Crusaders II | 33         |                        |    |                       |                       |                       |  |

### Semifinali
| 23-24 giugno 2018 | Amsterdam Crusaders II | 33 – 13 | Flevo Phantoms |  |

| 24 giugno 2018 | Den Haag Raiders '99 | 27 – 14 | Groningen Giants |  |

### XVIII Runners-Up Bowl
| Amsterdam 7 luglio 2018, ore 14:00 | Amsterdam Crusaders II | 17 – 14 (14-0 0-7 0-0 3-7) | Den Haag Raiders '99 | Sportpark Sloten (500 spett.) |

## Verdetti
- Amsterdam Crusaders II Vincitori del Runners-Up Bowl 2018